# Skënderbeu Korcza
Klubi Futbollistik Skënderbeu Korcza (alb. Klubi Futbollistik Skënderbeu Korçë) – albański klub piłkarski z miasta Korcza, założony w 1909 roku, występujący w Kategoria Superiore. Mistrz Albanii z lat: 1933, 2011, 2012, 2013, 2014, 2015, 2016 oraz 2018. Zdobywca Pucharu Albanii w 2018 roku. Czterokrotny finalista Pucharu Albanii (1958, 1965, 1976 oraz 2012). Trzykrotny zdobywca Superpucharu Albanii w latach 2014, 2015, 2018. W 2018 r. wykluczony przez UEFA z europejskich pucharów na kolejne 10 lat. Powodem było ustawianie wyników meczów pucharowych.

## Osiągnięcia
- Mistrzostwo Albanii: 1933, 2010/11, 2011/12, 2012/13, 2013/14, 2014/15, 2015/16, 2017/18
- Puchar Albanii: 2017/18
- Superpuchar Albanii: 2014, 2015, 2018

## Piłkarze

### Lata 2011–2020

#### Sezon 2016/17
| Nr | Poz. | Piłkarz          |
| -- | ---- | ---------------- |
|    | BR   | Orges Shehi      |
|    | BR   | Everest Braçe    |
|    | BR   | Erjon Llapanji   |
|    | BR   | Aldo Teqja       |
|    | OB   | Xhefri Bushi     |
|    | OB   | Vangjel Gjergo   |
|    | OB   | Hektor Idrizaj   |
|    | OB   | Bajram Jashanica |
|    | OB   | Aleksandër Make  |
|    | OB   | Kristi Menko     |
|    | OB   | Gledi Mici       |
|    | OB   | Françesko Minaj  |
|    | OB   | Tefik Osmani     |
|    | OB   | Anesti Pejo      |
|    | OB   | Marko Radas      |
|    | OB   | Gentian Selimi   |
|    | OB   | Anesti Tako      |
|    | OB   | Foti Tona        |
|    | OB   | Kristi Vangjeli  |
|    | PO   | Leonit Abazi     |
|    | PO   | Johan Becka      |
|    | PO   | Erli Çupi        |

| Nr | Poz. | Piłkarz          |
| -- | ---- | ---------------- |
|    | PO   | Enis Gavazaj     |
|    | PO   | Nazmi Gripshi    |
|    | PO   | Liridon Latifi   |
|    | PO   | Sabien Lilaj     |
|    | PO   | Argjend Malaj    |
|    | PO   | Uerdi Mara       |
|    | PO   | Gjergji Muzaka   |
|    | PO   | Bakary Nimaga    |
|    | PO   | Nurudeen Orelesi |
|    | PO   | Jorgo Pëllumbi   |
|    | PO   | Kevin Pino       |
|    | PO   | Cornel Predescu  |
|    | NA   | James Adeniyi    |
|    | NA   | Ridvan Adeshina  |
|    | NA   | Masato Fukui     |
|    | NA   | Reza Karimi      |
|    | NA   | Kristo Lika      |
|    | NA   | Marvin Ogunjimi  |
|    | NA   | Anteo Osmanllari |
|    | NA   | Sebino Plaku     |
|    | NA   | Hamdi Salihi     |

#### Sezon 2019/20
| Nr | Poz. | Piłkarz                                           |
| -- | ---- | ------------------------------------------------- |
| 1  | BR   | Enea Koliçi                                       |
| 4  | OB   | Leonat Vitija                                     |
| 6  | PO   | Rei Nuriu                                         |
| 7  | PO   | Emmanuel Essien                                   |
| 8  | PO   | Shqiprim Taipi                                    |
| 9  | NA   | Blerim Krasniqi                                   |
| 10 | PO   | Nazmi Gripshi                                     |
| 11 | OB   | Jean Ndecky (wypożyczony z Fortuny Düsseldorf II) |
| 14 | PO   | Asion Daja                                        |
| 17 | PO   | Gjergji Muzaka (kapitan)                          |
| 20 | OB   | Marlind Nuriu                                     |
| 21 | OB   | Kosta Vangjeli                                    |
| 22 | PO   | Bruno Dita                                        |

| Nr | Poz. | Piłkarz         |
| -- | ---- | --------------- |
| 23 | NA   | Dejvi Bregu     |
| 27 | OB   | Faton Džemaili  |
| 28 | OB   | Jorgo Meksi     |
| 30 | NA   | Arbnor Muja     |
| 31 | BR   | Mario Dajsinani |
| 32 | OB   | Jorgo Pëllumbi  |
| 44 | PO   | Uerdi Mara      |
| 55 | OB   | Marvin Turtulli |
| 78 | PO   | Agon Elezi      |
| 88 | OB   | Artim Polozani  |
|    | PO   | Georgios Tampas |
|    | PO   | Malsor Ajeti    |

## Europejskie puchary
Legenda do wszystkich tabel:
- Q – runda eliminacyjna, 1/16, 1/8, 1/4, 1/2 – odpowiednia faza rozgrywek, Grupa – runda grupowa, 1r gr – pierwsza runda grupowa, 2r gr – druga runda grupowa, F – finał, R – runda, PO – play-off
- k. – rzuty karne, los. – losowanie, Dogr. – dogrywka, w. – zasada bramek strzelonych na wyjeździe

| Sezon   | Rozgrywki     | Runda   | Klub                | Dom | Wyjazd | Ogólnie     |
| ------- | ------------- | ------- | ------------------- | --- | ------ | ----------- |
| 2011/12 | Liga Mistrzów | 2Q      | APOEL FC            | 0–2 | 0–4    | 0–6         |
| 2012/13 | Liga Mistrzów | 2Q      | Debrecen            | 1–0 | 0–3    | 1–3         |
| 2013/14 | Liga Mistrzów | 2Q      | Neftçi PFK          | 1–0 | 0–0    | 1–0, Dogr.  |
| 2013/14 | Liga Mistrzów | 3Q      | Szachtior Karaganda | 3–2 | 0–3    | 3–5         |
| 2013/14 | Liga Europy   | PO      | Czornomoreć Odessa  | 1–0 | 0–1    | 1–1, k: 6–7 |
| 2014/15 | Liga Mistrzów | 2Q      | BATE Borysów        | 1–1 | 0–0    | 1–1, w.     |
| 2015/16 | Liga Mistrzów | 2Q      | Crusaders           | 4–1 | 2–3    | 6–4         |
| 2015/16 | Liga Mistrzów | 3Q      | Milsami Orgiejów    | 2–0 | 2–0    | 4–0         |
| 2015/16 | Liga Mistrzów | PO      | Dinamo Zagrzeb      | 1–2 | 1–4    | 2–6         |
| 2015/16 | Liga Europy   | Grupa H | Beşiktaş JK         | 0–1 | 0–2    | 4. miejsce  |
| 2015/16 | Liga Europy   | Grupa H | Lokomotiw Moskwa    | 0–3 | 0–2    | 4. miejsce  |
| 2015/16 | Liga Europy   | Grupa H | Sporting CP         | 3–0 | 1–5    | 4. miejsce  |
| 2017/18 | Liga Europy   | 1Q      | Sant Julià          | 1–0 | 5–0    | 6–0         |
| 2017/18 | Liga Europy   | 2Q      | Kajrat Ałmaty       | 2–0 | 1–1    | 3–1         |
| 2017/18 | Liga Europy   | 3Q      | Mladá Boleslav      | 2–1 | 1–2    | 3–3, k: 4–2 |
| 2017/18 | Liga Europy   | PO      | Dinamo Zagrzeb      | 0–0 | 1–1    | 1–1, w.     |
| 2017/18 | Liga Europy   | Grupa B | Dynamo Kijów        | 3–2 | 1–3    | 4. miejsce  |
| 2017/18 | Liga Europy   | Grupa B | BSC Young Boys      | 1–1 | 1–2    | 4. miejsce  |
| 2017/18 | Liga Europy   | Grupa B | FK Partizan         | 0–0 | 0–2    | 4. miejsce  |